# دشتک (دماوند)
دشتک روستایی از توابع بخش مرکزی شهرستان دماوند در استان تهران است.

## جمعیت
این روستا در دهستان تاررود قرار دارد و براساس سرشماری مرکز آمار ایران در سال ۱۳۹۰، جمعیت آن ۱۰۹ نفر (۳۰ خانوار) بوده‌است. مردم این روستا از قومیت طبری هستند و به زبان طبری دماوندی که گویشی از زبان مازندرانی می باشد صحبت می کنند.